# Muotathal
Muotathal is een gemeente en plaats in het Zwitserse kanton Schwyz, en maakt deel uit van het district Schwyz.
Muotathal telt 3.482 inwoners.